# Cseh egyháztartomány

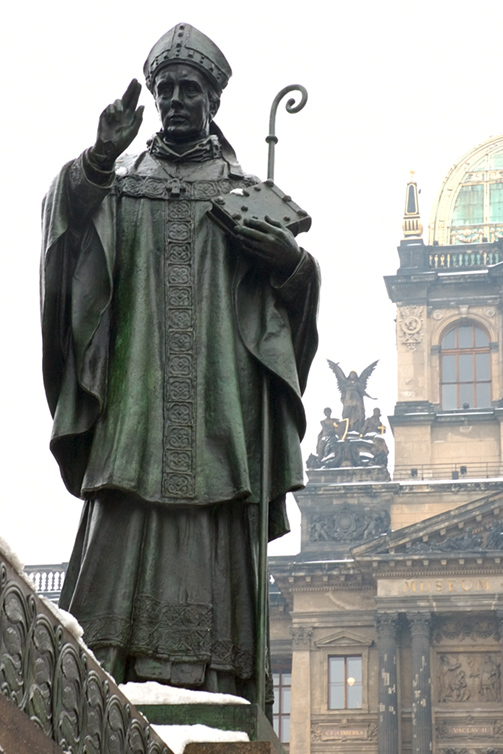
Szent Adalbert szobra a prágai Vencel téren

A Szent Vitus-székesegyház

A cseh egyháztartomány a római katolikus egyház két csehországi egyháztartományának egyike — a másik a morva egyháztartomány.
A nyilvántartás szerint a több mint tízmillió lakosú országban 2 740 780 római és 7645 görög katolikus él.
A cseh egyháztartomány részei:
- a prágai főegyházmegye (érsekség),
- a České Budějovice-i egyházmegye(wd),
- a Hradec Králové-i egyházmegye(wd),
- a litoměřicei egyházmegye(wd),
- a plzeňi egyházmegye(wd).

## Prágai főegyházmegye
A prágai érsekség patrónusai:
- Prágai Szent Adalbert,
- Szent Vencel és
- Nepomuki Szent János.

Területe 8990 km² a lakosok száma 2 062 000, ebből római katolikus 370 ezer.
Az érsek székhelye a Szent Vitus-székesegyház a prágai várban. A 378 plébánián 240 lelkipásztor dolgozik, közülük 79 szerzetes. Összesen 881 templomot és kápolnát kezelnek.

## České Budějovice-i egyházmegye

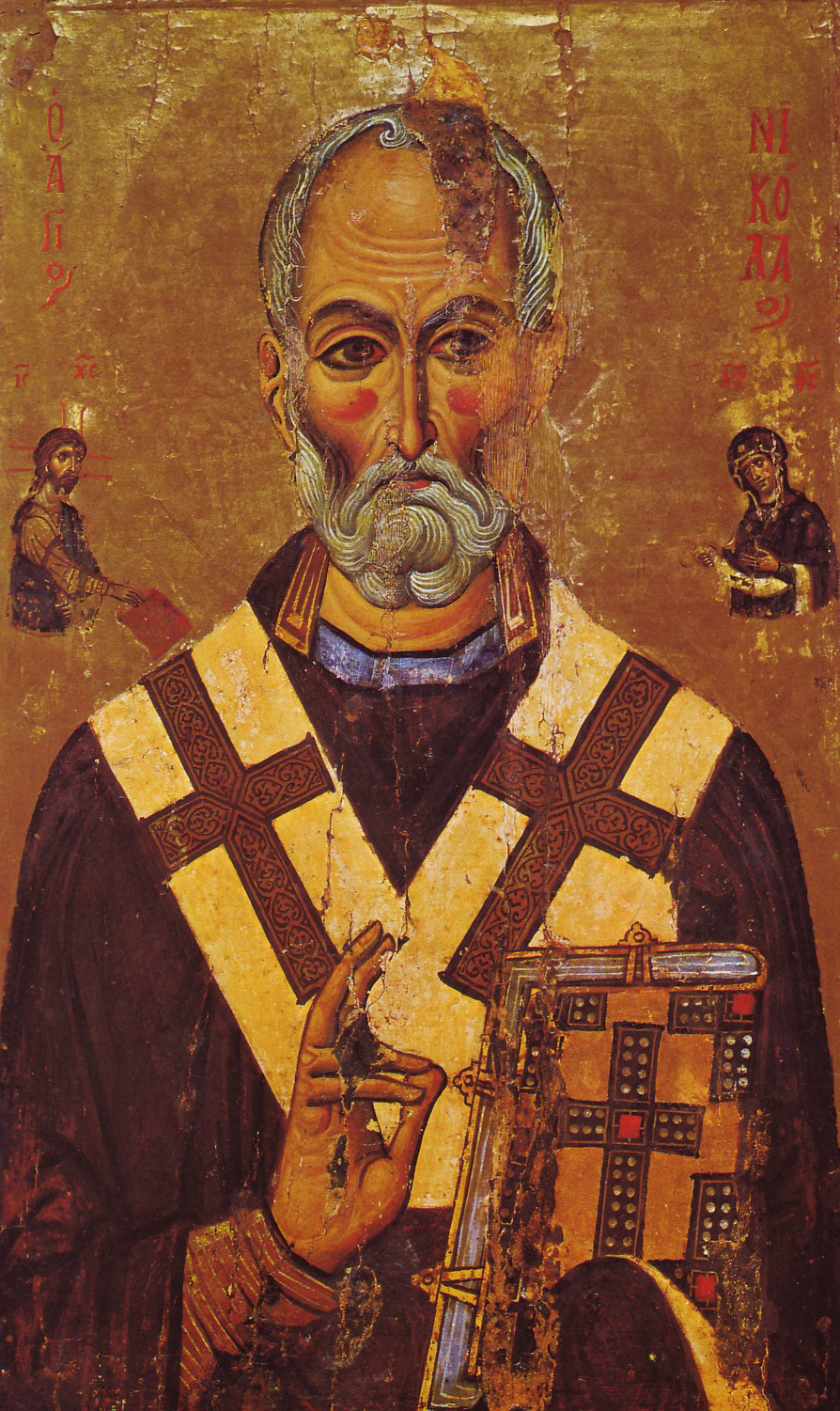
Mürai Szent Miklós

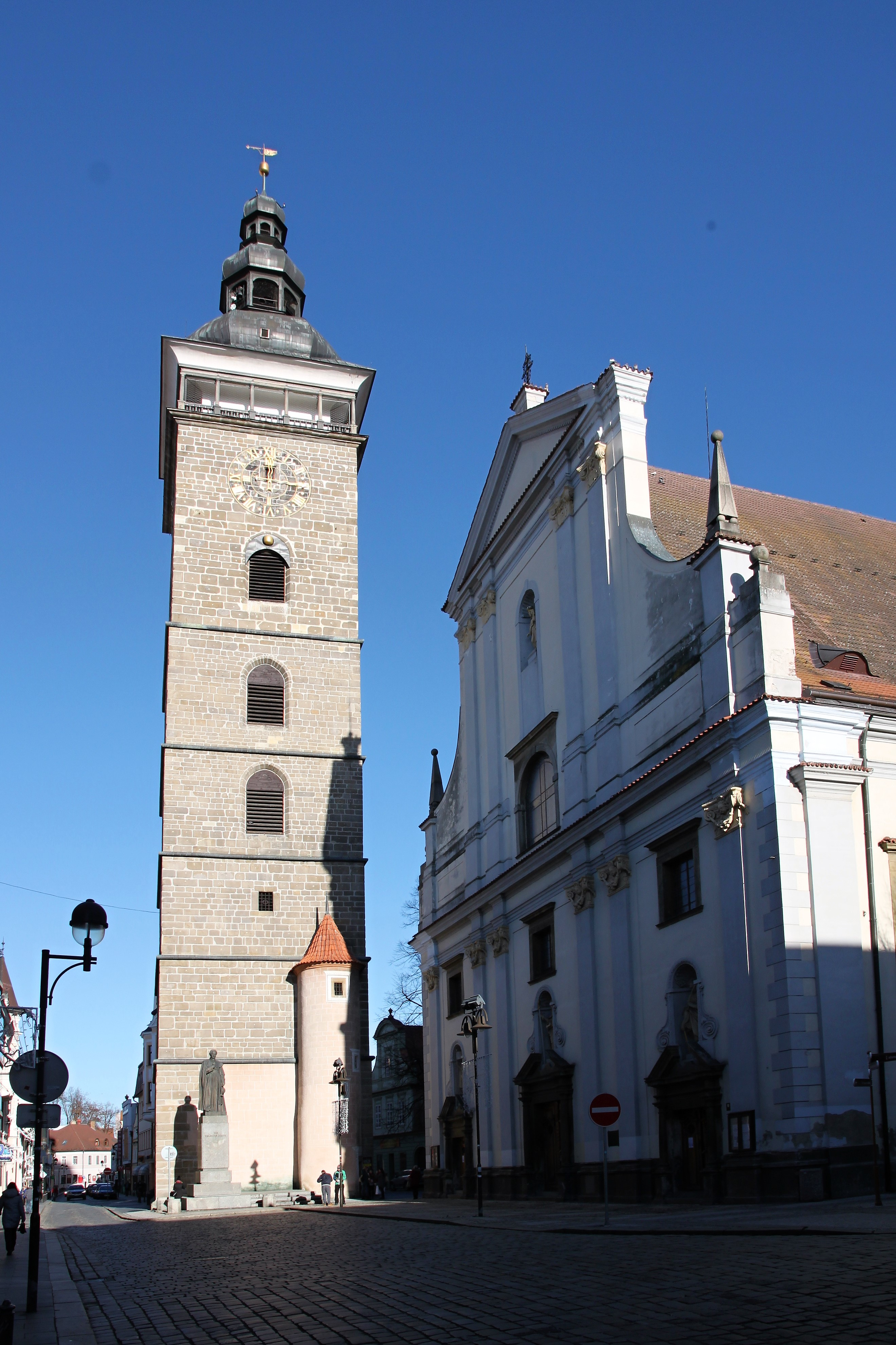
A Szent Miklós-székesegyház és a Fekete torony

A České Budějovice-i egyházmegye patrónusai:
- Mürai Szent Miklós és
- Nepomuki Szent János.

Területe: 12 500 km². Lakosainak száma: 743 ezer, közülük 237 ezer katolikus. A 361 plébánián.147 pap dolgozik, közülük 45 szerzetes; ők összesen 511 templomot és kápolnát üzemeltetnek. 
A püspök székhelye a Szent Miklós-székesegyház.

## Litoměřicei egyházmegye

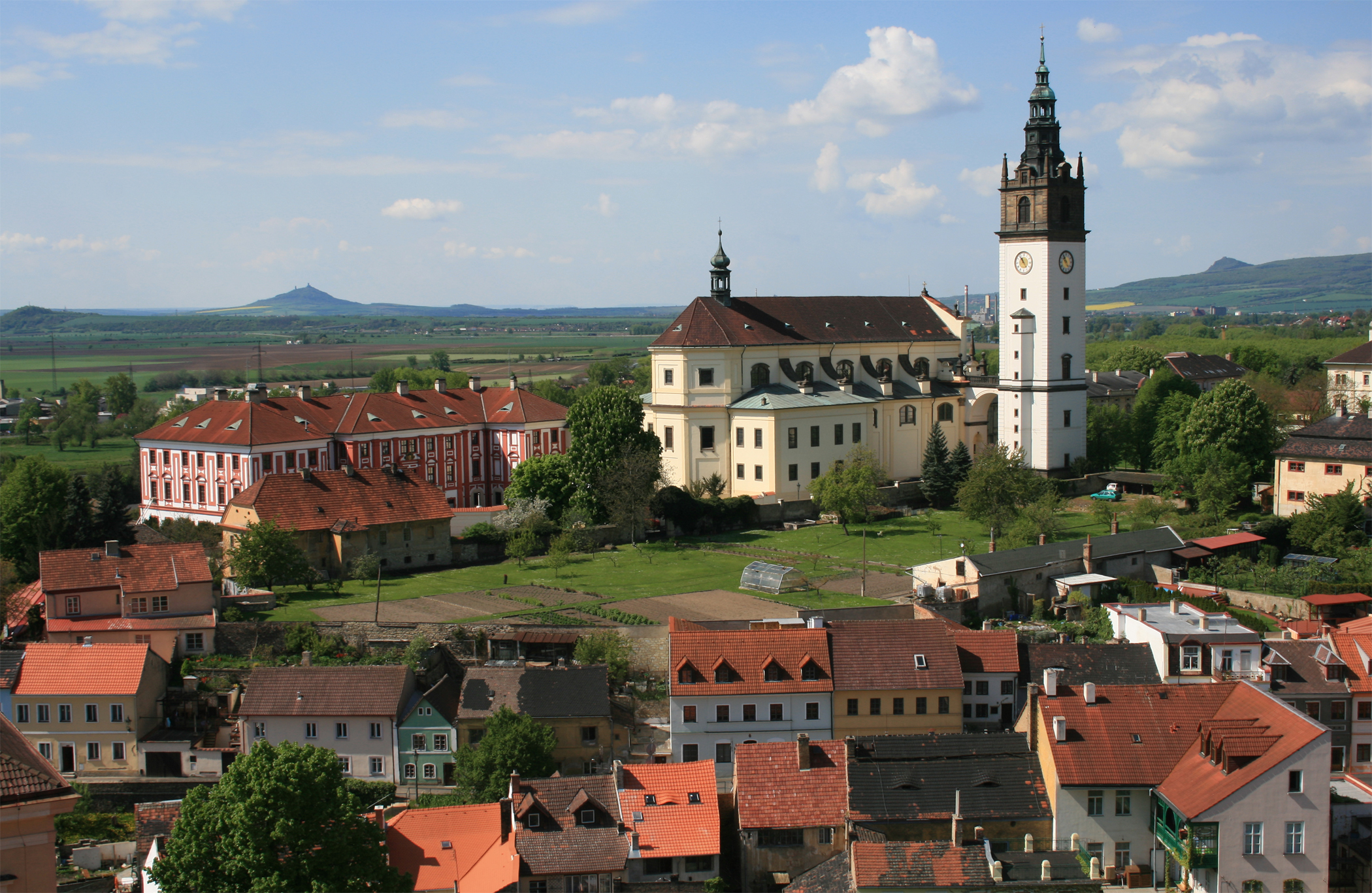
A Szent István-székesegyház

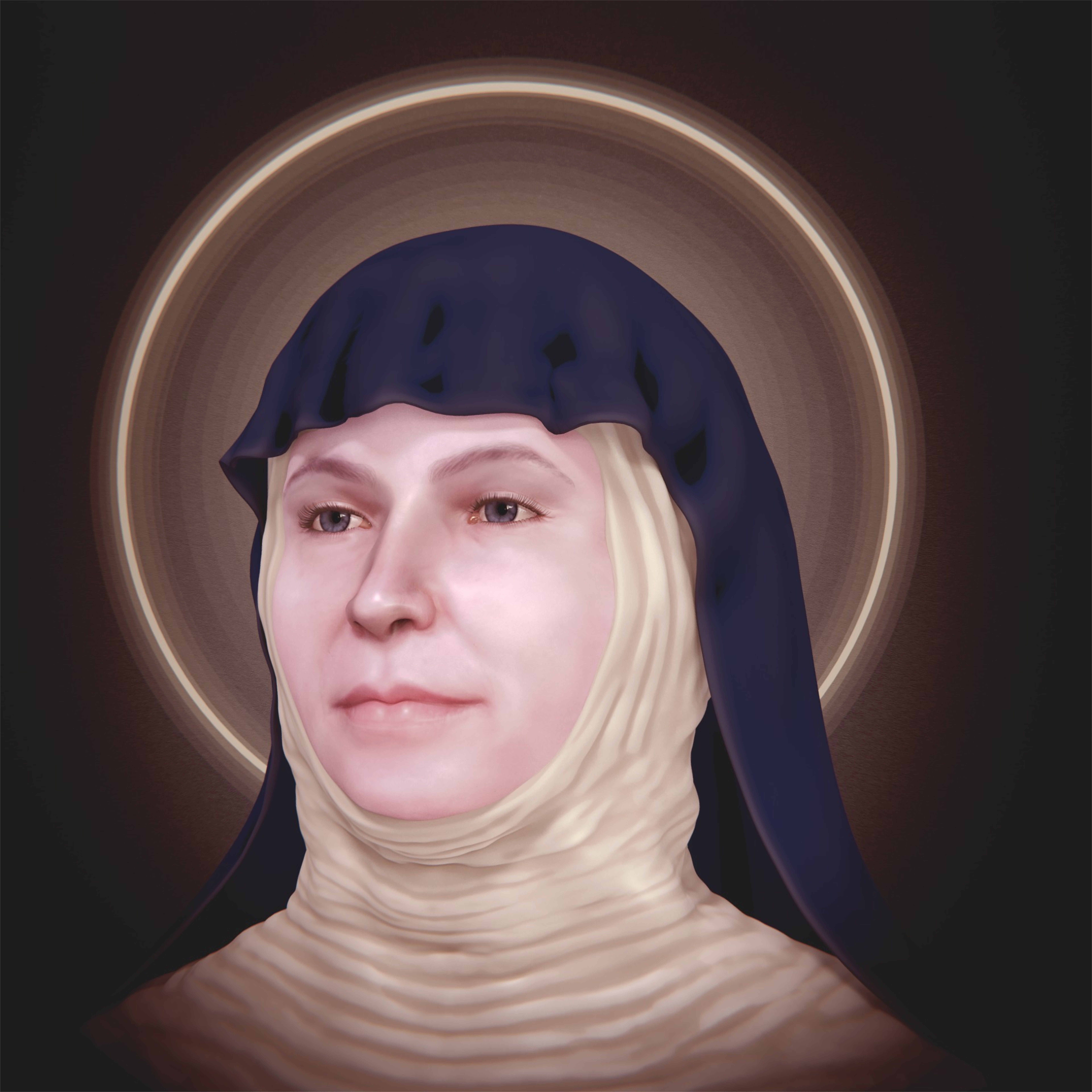
Lemberki Szent Zdislava (arcekonstrukció)

Az egyházmegyét 1655-ben hozták létre.
A Litoměřicei egyházmegye patrónusai:
- Lemberki Szent Zdislava,
- Sutri-i Szent Félix(wd),
- Szent Viktor és
- Szent István(?).

Területe: 9640 km², ahol 1,33 millió ember él és közülük 162 ezer katolikus. A 437 plébániát, 128 pap szolgálja ki, közülük 38 szerzetes. Ők összesen 1137 templomot és kápolnát működtetnek.
Püspöki székhelye a Szent István-székesegyház. További bazilikák (basilica minorI) az egyházmegyében:
- Fájdalmas Szűzanya-bazilika Krupka, (Teplicei járás)
- Keresztényeket Segítő Szűzanya-bazilika Jiříkov, (Teplicei járás),
- Szent Lőrinc és Zdislava bazilika Jablonné v Podještědí, (Libereci járás)
- Mindenszentek bazilikája, Česká Lípa, (Libereci járás)

### Az egyházmegye püspökeinek listája
- Maxmilián Rudolf Schleinitz (1655. július 5. – 1675. október 13.)
- Jaroslav František Ignác von Sternberg (1675. október 30. – 1709. április 12.)
- Hugo František von Königsegg-Rothenfels (1709. augusztus 6. – 1720. szeptember 6.)
- Johann Adam Reichsgraf von Wratislaw von Mitrowitz (1721. január 9. – 1733. június 2.)
- Moritz Adolf Karl Herzog von Sachsen-Zeitz (1733. július 4. – 1759. június 20.)
- Emmanuel Ernst Reichsgraf von Waldstein (1759. július 19. – 1789. december 7.)
- Ferdinand Kindermann (1790. február 4. – 1801. május 26.)
- Václav Leopold Chlumčanský (1801. október 15. – 1815. március 15.)
- Josef František Hurdálek (1815. december 18. – 1822. szeptember 28.)
- Vinzenz Eduard Milde (1823. január 16. – 1832. március 19.)
- Augustin Bartoloměj Hille (1832. július 2. – 1865. április 26.)
- Augustin Pavel Wahala (1866. január 8. – 1877. szeptember 10.)
- Antonín Ludvík Frind (1879. május 15. – 1881. október 18.)
- Emanuel Jan Schöbel ( 1882. július 3. – 1909. november 28.)
- Josef Gross (1910. április 20 – 1931. január 20.)
- Antonín Alois Weber (1931. október 22. – 1947. március 10.)
- Štěpán Trochta (1947. szeptember 27. – 1974. április 6.)
- Josef Koukl (1989. július 26. –  2003. december 24.)
- Pavel Posád (2003. december 24. – 2008. január 26.)
- Dominik Duka (apostoli kormányzó 2004. november 6. – 2008. október 4.)
- Jan Baxant (2008. október 4. –)

## Hradec Králové-i egyházmegye

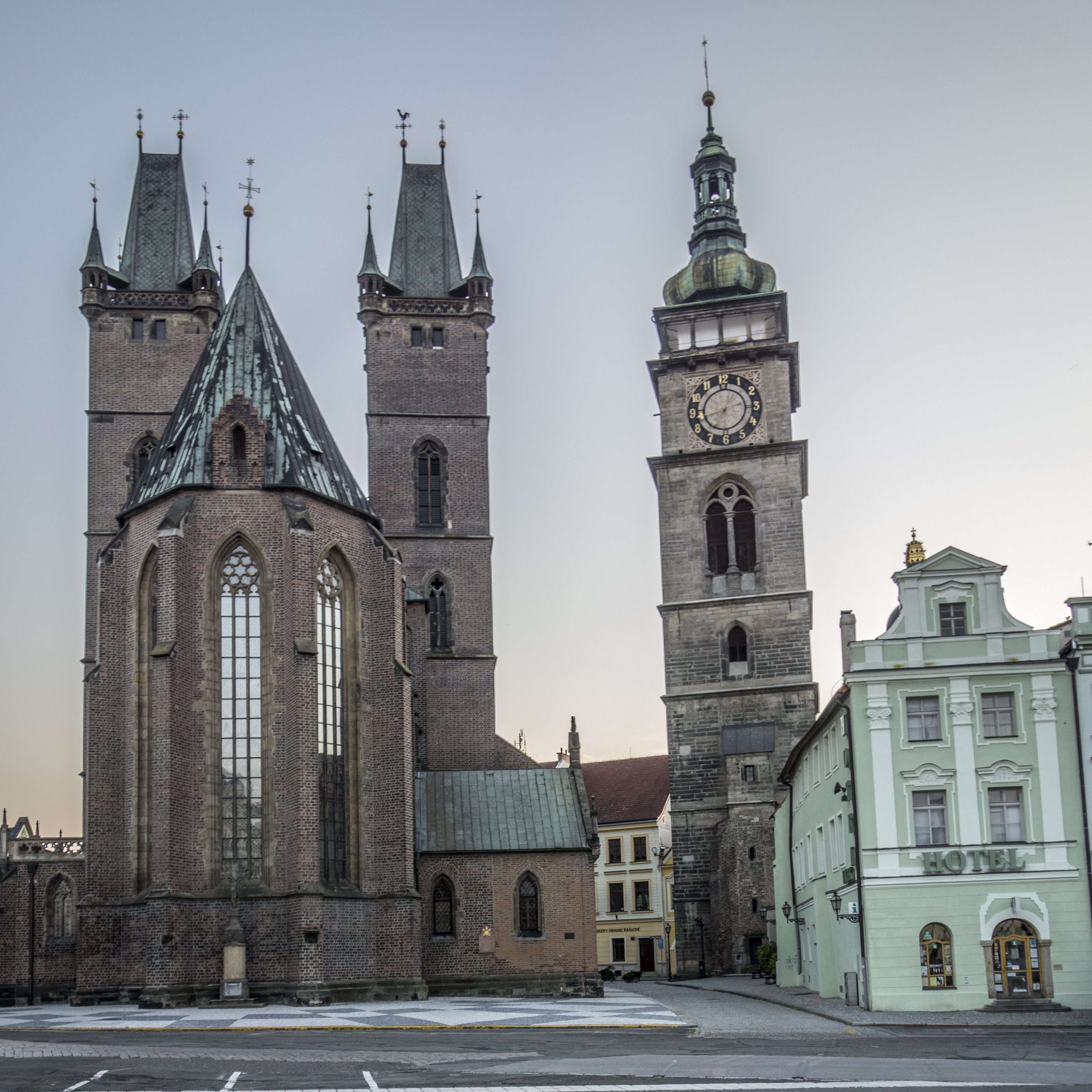
A Szentlélek székesegyház

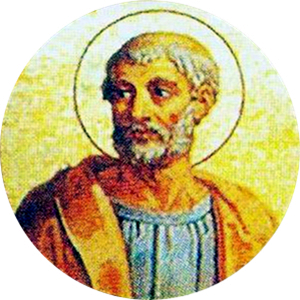
I. Kelemen pápa

A Hradec Králové-i egyházmegye patrónusai:
- Szent Kelemen (a Klementinum névadója) és
- Nepomuki Szent János.

Területe 12 270 km². Lakossága 1,255 millió, közülük 307 ezer katolikus. A 447 plébánián 225 pap dolgozik, közülük 51 szerzetes  A  ők összesen 1008 templomot és kápolnát működtetnek. A püspök székhelye a Szentlélek székesegyházban van.

## Plzeňi egyházmegye

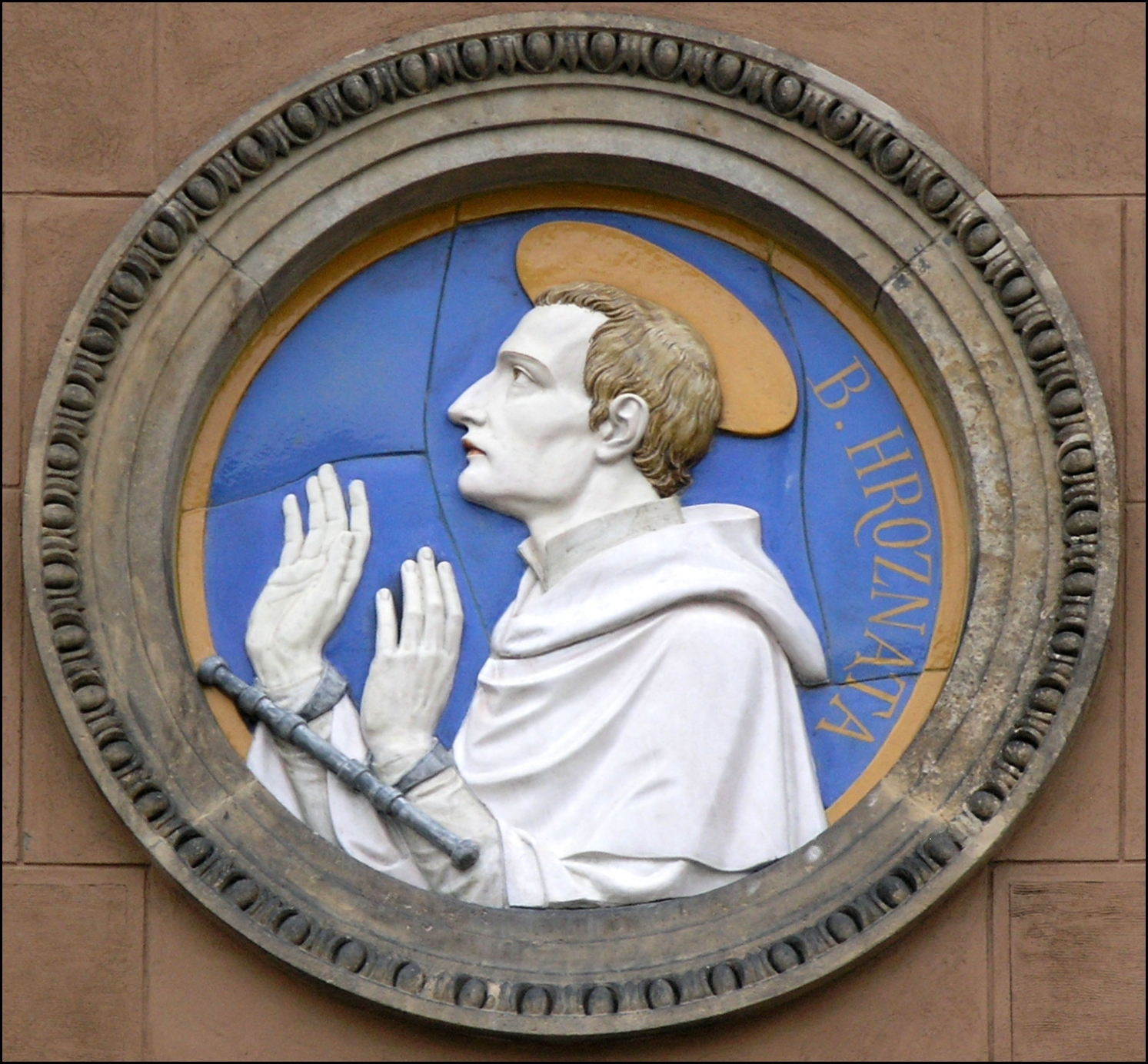
Boldog Hroznata arcképe a smíchovi Szent Vencel-templomban

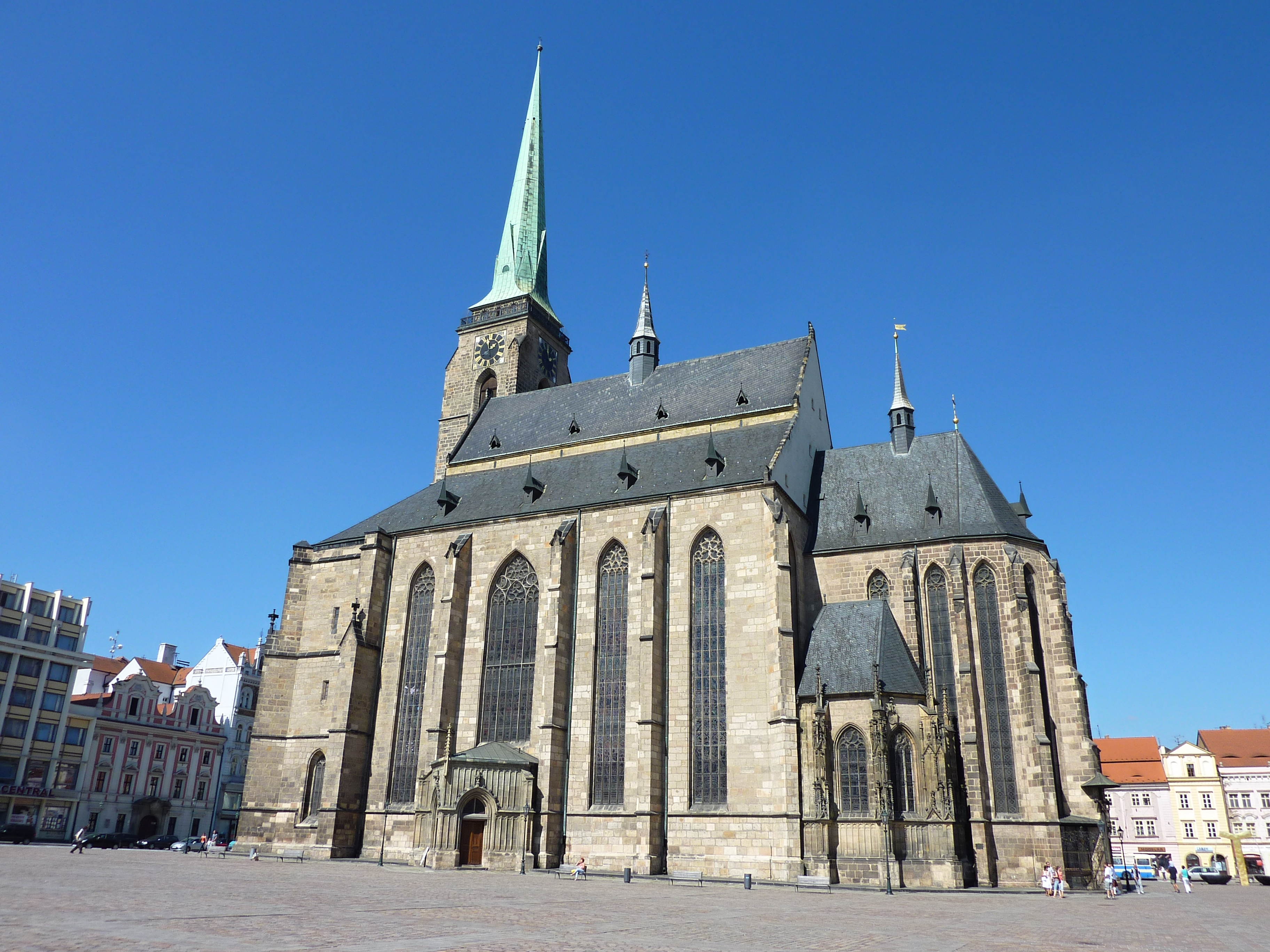
A Szent Bertalan-székesegyház

A plzeňi egyházmegye patrónusa boldog Hroznata premontrei vértanú.
Területe 9236 km². A 795 ezer lakosból 142 ezer katolikus. A 324 plébánián 95 pap dolgozik, közülük 30 szerzetes. Ők 574 templomot és kápolnát működtetnek.
A püspök székhelye a Szent Bertalan-székesegyházban van.
Az egyházmegyét 1993-ban alakította ki II. János Pál pápa. Főtemploma ekkor nyerte el a katedrális rangot (basilica minor).

## Érdekességek
1962-ben a litoměřicei egyházmegye vikárius generálisa Dr. Eduard Oliva volt, így ő utazhatott ki a II. Vatikáni zsinatra. Kísérőként vett részt a zsinaton Ján Merell, a litoměřicei Teológiai Kar dékánja.